# Robert Schwentke
Robert Schwentke (Stuttgart, 1968 –) német filmrendező és forgatókönyvíró.
Ismertebb rendezései közt található Az időutazó felesége (2009), A beavatott-sorozat: A lázadó (2015) és A beavatott-sorozat: A hűséges (2016) című könyvadaptáció, a Légcsavar (2005) című lélektani thriller, valamint a RED (2010) és az R.I.P.D. – Szellemzsaruk (2013) című akcióvígjáték.

## Filmográfia

### Film
| Év   | Magyar cím                         | Eredeti cím                     | Feladatkör | Feladatkör |
| Év   | Magyar cím                         | Eredeti cím                     | Rendező    | Író        |
| ---- | ---------------------------------- | ------------------------------- | ---------- | ---------- |
| 1993 |                                    | Heaven!                         | Igen       | Igen       |
| 2002 |                                    | Tattoo                          | Igen       | Igen       |
| 2003 | Családi ékszerek                   | Eierdiebe                       | Igen       | Igen       |
| 2005 | Légcsavar                          | Flightplan                      | Igen       | Nem        |
| 2009 | Az időutazó felesége               | The Time Traveler's Wife        | Igen       | Nem        |
| 2010 | RED                                | Red                             | Igen       | Nem        |
| 2013 | R.I.P.D. – Szellemzsaruk           | R.I.P.D.                        | Igen       | Nem        |
| 2015 | A beavatott-sorozat: A lázadó      | The Divergent Series: Insurgent | Igen       | Nem        |
| 2016 | A beavatott-sorozat: A hűséges     | The Divergent Series: Allegiant | Igen       | Nem        |
| 2017 |                                    | Der Hauptmann                   | Igen       | Igen       |
| 2021 | Kígyószem: G.I. Joe – A kezdetek   | Snake Eyes                      | Igen       | Nem        |
| 2023 | Seneca: A földrengések kialakulása | Seneca                          | Igen       | Igen       |

### Televízió
| Év        | Magyar cím        | Eredeti cím | Feladatkör | Feladatkör | Megjegyzések |
| Év        | Magyar cím        | Eredeti cím | Rendező    | Író        | Megjegyzések |
| --------- | ----------------- | ----------- | ---------- | ---------- | ------------ |
| 1998–2001 | Tetthely          | Tatort      | Nem        | Igen       | 3 epizód     |
| 2009      | Hazudj, ha tudsz! | Lie to Me   | Igen       | Nem        | próbaepizód  |

## Fordítás
- Ez a szócikk részben vagy egészben  a   Robert Schwentke című angol Wikipédia-szócikk fordításán alapul.  Az eredeti cikk szerkesztőit annak laptörténete sorolja fel. Ez a jelzés csupán a megfogalmazás eredetét és a szerzői jogokat jelzi, nem szolgál a cikkben szereplő információk forrásmegjelöléseként.